# Comuna Ceaikîne, Djankoi
Ceaikîne (în ucraineană Чайкине) este o comună în raionul Djankoi, Republica Autonomă Crimeea, Ucraina, formată din satele Ceaikîne (reședința) și Mîsove.

## Demografie
Componența lingvistică a comunei Ceaikîne
     Rusă (39,1%)
     Tătară crimeeană (35,67%)
     Ucraineană (22,22%)
     Belarusă (1,84%)
     Alte limbi (0,75%)
Conform recensământului din 2001, nu exista o limbă vorbită de majoritatea populației, aceasta fiind compusă din vorbitori de rusă (39,1%), tătară crimeeană (35,67%), ucraineană (22,22%) și belarusă (1,84%).